# This Is Love (canción de will.i.am)
«This is Love» (en español: «Esto es amor») es el tercer sencillo (segundo internacional) del álbum #Willpower del rapero, cantante, DJ y productor estadounidense Will.i.am, cuenta con la colaboración de la cantante holandesa Eva Simons y la coproducción de los DJ y productores Steve Angello y Sebastian Ingrosso.
La canción se publicó el 24 de mayo de 2012 a través de YouTube, presentando su vídeo oficial a través del canal que posee el autor en esta misma web. El sencillo fue lanzado el 17 de junio de 2012 en Estados Unidos y el 24 de junio de 2012 en el Reino Unido, donde fue el trigésimo noveno sencillo más vendido del año, con ventas de 403 000 copias.

## Composición y desarrollo
La canción fue coproducida por Steve Angello y Sebastian Ingrosso, ambos miembros de Swedish House Mafia. La base fue compuesta por Will.I.Am y Steve Angello en 2011, pero no fue hasta 2012 cuando Will.I.Am la terminó de pulir añadiendo las voces, una melodía de piano y violines. Eva Simons viene como vocalista en los coros.

## Recepción
El sencillo de Will.I.Am ha sido recibido en general con buenas críticas. Rick Florino de Artist Direct (4,5 de 5) opina que "Will.I.Am está a unos diez pasos por delante de todo el mundo" y destaca que "es diversa, dinámica y atrevida". Kristopher Gunn de Bringnewspaper.com (4 de 5) dice que This is love "es una gran pieza Electro hop que se convertirá seguro en un himno de las fiestas en verano", también destaca que "Will da a la casi desconocida Eva Simons la posibilidad de brillar". Jack O'Toole de IBH cree que lo mejor de la canción es que el piano al comienzo anticipa una balada y de repente, la canción cambia a un ritmo rompedor".

## Reparto de voces
Las voces se reparten de la siguiente manera:
- Will.I.Am: Melodía, Verso 1, Verso 2, Puente.
- Eva Simons: Melodía, Puente, Melodía.

## Video musical
El vídeo está dirigido y producido por el autor de la canción, Will.I.Am y está dedicado al Reino Unido, donde participó durante meses como juez y mentor en el talent show The Voice UK 

Al principio del vídeo vemos una calle de Londres y en un espacio con pasto se encuentra Will.I.Am con su piano, tocando y cantando las primeras notas de la canción. En el piano se ve un ordenador portátil con el símbolo de la canción y una insignia grabada con su nombre justo debajo de la pantalla.
A los pocos momentos en el portátil se observa a Eva Simons cantando el último fragmento del coro, mostrándose inmediatamente después a mucha gente bailando al ritmo de la canción.
Al comenzar el primer verso se muestra a Will.i.am rapeando en persona y a través de su computadora. Al terminar, se vuelve a escuchar el estribillo bajo la lluvia y se vuelve a repetir la secuencia. En el segundo verso Will.i.am continúa rapeando bajo la lluvia, pero en este caso con la compañía de tres chicas violinistas. Luego, se muestra ya en persona a Eva Simons, al mismo tiempo que cesa la lluvia y el vídeo termina.

## Lista de canciones
| Descarga digital |                |          |  |
| N.º              | Título         | Duración |  |
| 1.               | «This Is Love» | 4:42     |  |

| Digital EP |                                     |          |  |
| N.º        | Título                              | Duración |  |
| 1.         | «This Is Love» (Radio Edit)         | 4:07     |  |
| 2.         | «This Is Love» (Álbum Versión)      | 4:42     |  |
| 3.         | «This Is Love» (Radio Instrumental) | 4:07     |  |

| Digital EP (Remixes) |                                                 |          |  |
| N.º                  | Título                                          | Duración |  |
| 1.                   | «This Is Love» (Afrojack Remix)                 | 5:15     |  |
| 2.                   | «This Is Love» (Sidney Samson Remix)            | 5:43     |  |
| 3.                   | «This Is Love» (Damien Le Roy Remix)            | 3:40     |  |
| 4.                   | «This Is Love» (James Egbert Remix)             | 5:27     |  |
| 5.                   | «This Is Love» (Richard Vission Solmatic Remix) | 5:58     |  |

## Posicionamiento en listas y certificaciones
| Lista (2012)                            | Mejor posición |
| --------------------------------------- | -------------- |
| Alemania (Offizielle Deutsche Charts)   | 54             |
| Australia (ARIA)                        | 7              |
| Austria (Ö3 Austria Top 40)             | 15             |
| Bélgica (Flandes) (Ultratop 50)         | 1              |
| Bélgica (Valonia) (Ultratop 50)         | 2              |
| Canadá (Canadian Hot 100)               | 14             |
| Dinamarca (Tracklisten)                 | 23             |
| Escocia (Scottish Singles Sales Chart)  | 1              |
| Eslovaquia (Rádio Top 100)              | 1              |
| España (Top 100 Canciones)              | 9              |
| Estados Unidos (Bubbling Under Hot 100) | 10             |
| Estados Unidos (Hot Dance Club Songs)   | 4              |
| Finlandia (OFC)                         | 1              |
| Francia (SNEP)                          | 2              |
| Hungría (Dance Top 40)                  | 4              |
| Hungría (Rádiós Top 40)                 | 1              |
| Irlanda (IRMA)                          | 1              |
| Italia (FIMI)                           | 27             |
| Noruega (VG-lista)                      | 1              |
| Nueva Zelanda (Recorded Music NZ)       | 5              |
| Países Bajos (Dutch Top 40)             | 2              |
| Polonia (Polish Airplay Top 5)          | 3              |
| Reino Unido (UK Singles Chart)          | 1              |
| Rumania (Romanian Top 100)              | 24             |
| Suecia (Sverigetopplistan)              | 10             |
| Suiza (Schweizer Hitparade)             | 8              |

| País          | Organismo certificador | Certificación    | Ventas        |
| ------------- | ---------------------- | ---------------- | ------------- |
| Australia     | ARIA                   | Disco de Platino | [ 35 ] [ 36 ] |
| Italia        | FIMI                   | Disco de Oro     | [ 37 ]        |
| Nueva Zelanda | RIANZ                  | Disco de Platino | [ 38 ]        |

## Historial de lanzamientos
| País           | Fecha               | Formato                       | Ref.   |
| -------------- | ------------------- | ----------------------------- | ------ |
| Reino Unido    | 14 de mayo de 2012  | Radio (estreno)               | [ 39 ] |
| Australia      | 1 de junio de 2012  | Descarga digital              | [ 6 ]  |
| Suecia         | 1 de junio de 2012  | Descarga digital              | [ 40 ] |
| Nueva Zelanda  | 1 de junio de 2012  | Descarga digital              | [ 41 ] |
| Estados Unidos | 18 de junio de 2012 | Top 40/Mainstream radio       | [ 42 ] |
| Reino Unido    | 24 de junio de 2012 | Descarga digital              | [ 7 ]  |
| Irlanda        | 24 de junio de 2012 | Descarga digital              | [ 43 ] |
| Estados Unidos | 26 de junio de 2012 | Rhythmic radio                | [ 44 ] |
| Estados Unidos | 3 de julio de 2012  | Descarga digital              | [ 45 ] |
| Estados Unidos | 7 de agosto de 2012 | Descarga digital (EP Remixes) | [ 8 ]  |
| Alemania       | 3 de agosto de 2012 | Sencillo en CD                | [ 46 ] |

## Sucesión en listas
| Predecesor: «Whistle» de Flo Rida                  | Irish Singles Chart — Sencillo número uno 6 de julio de 2012 — 12 de julio de 2012            | Sucesor: «Spectrum (Say My Name)» de Florence and the Machine                    |
| Predecesor: «Payphone» de Maroon 5 con Wiz Khalifa | UK Singles Chart — Sencillo número uno 7 de julio de 2012 — 13 de julio de 2012               | Sucesor: «Don't Wake Me Up» de Chris Brown                                       |
| Predecesor: «Payphone» de Maroon 5 con Wiz Khalifa | Scottish Singles Chart — Sencillo número uno 7 de julio de 2012 — 13 de julio de 2012         | Sucesor: «Don't Wake Me Up» de Chris Brown                                       |
| Predecesor: «Balada» de Gusttavo Lima              | Ultratop 50 (Flandes) — Sencillo número uno 11 de agosto de 2012 — 24 de agosto de 2012       | Sucesor: «One Day / Reckoning Song (wankelmut Rmx)» de Asaf Avidan con The Mojos |
| Predecesor: «Slapeloze Nachten» de The Opposites   | Dutch Top 40 — Sencillo número uno 18 de agosto de 2012 — 24 de agosto de 2012                | Sucesor: «One Day (wankelmut Rmx)» de Asaf Avidan                                |
| Predecesor: «I Cry» de Flo Rida                    | VG-lista — Sencillo número uno 18 de septiembre de 2012 — 24 de septiembre de 2012            | Sucesor: «Gangnam Style» de PSY                                                  |
| Predecesor: «Lämpöö» de Bradi & Redrama            | Suomen virallinen lista — Sencillo número uno 29 de agosto de 2012 — 18 de septiembre de 2012 | Sucesor: «Gangnam Style» de PSY                                                  |